# Pristimantis sulculus
Pristimantis sulculus es una especie de anfibio anuro de la familia Craugastoridae.

## Distribución
Esta especie es endémica del departamento de Nariño en Colombia. Habita entre los 1 700 y 2 020 m sobre el nivel del mar en la vertiente occidental de la Cordillera Occidental.
Su presencia es incierta en Ecuador.

## Descripción
El holotipo femenino mide 43.0 mm y el del macho 26.3 mm.

## Publicación original
- Lynch & Burrowes, 1990 : The frogs of the genus Eleutherodactylus (family Leptodactylidae) at the La Planada Reserve in southwestern Colombia with descriptions of eight new species. Occasional Papers of the Museum of Natural History University of Kansas, n.º 136, p. 1-31[5]